# Dragutin Renarić
Dragutin Renarić (Dugo Selo, 1872. – Križevci, 1944.) je bio hrvatski slikar i grafičar. Rođen u Zagrebu 1872. Bio učitelj u Križevcima, likovni pedagog u Osijeku i profesor na gimnaziji u Vukovaru. Zadnje godine života proveo je u Križevcima. Slikao je u tehnici ulja, akvarela i bakropisa. Slikao motive gradova u kojima je živio i radio. Na zamolbu Frana Gundruma da ovjekovječi izgled i stanje grobova bračnog para Zdenčaja, a da se ne zaboravi značajnik i zaslužnik Nikola Zdenčaj. Umro je u Križevcima 1944. Bio je sudionik hrvatskog narodnog preporoda. 
Dekorirao je interijer Freudenreichove dvorane u Hrvatskom domu u Vukovaru: njegova je vukovarska veduta krasila vrh scenskog okvira, a ista je uklonjena pri adaptacijama Doma za gradsko kazalište tijekom 1960-ih i ranih 1970-ih.
Hrvatskom povijesnom muzeju je preko Frana Gundruma darovao dekoriranu bocu za rakiju.

## Vanjske poveznice
- Dragutin Renarić, Kožarska ulica, 1936., kolorirani bakropis